# 巡査分限令
巡査分限令（じゅんさぶんげんれい、昭和8年2月24日勅令第13号）は、巡査の免職、退職および休職の事由などを規定し、その身分を保障した勅令。巡査給与令中改正等ノ件（昭和21年4月1日勅令第224号）により廃止された。

## 概要
巡査は、刑法の宣告、懲戒処分または巡査分限令によるのでなければその職を免ぜられることはない。
それまで巡査には分限令の規定はなかったが、1932年の文官分限令改正により、官吏の身分保障が確立されたのにともない、一般文官と同様に全国6万3000の巡査および4000の消防手の身分を保障するため、1933年、巡査分限令、巡査懲戒令、巡査給与令中改正の件および1904年勅令33号中改正の件が公布された（1933年8月24日付官報）。
これらの勅令を総称して「巡査身分保障令」ということがある。
おもな規定内容は次のとおりである。
1. 免職　巡査は次の各号の1に該当するときその職を免ずることができる。
  1. 不具廃疾により、または身体もしくは精神の衰弱により、職務の執行に堪えないとき。
  2. 傷痍を受け、もしくは疾病にかかり、その職に堪えないことにより、または自己の便宜により免職を願い出たとき。(c) 定員の改正により過員を生じたとき。
2. 退職　巡査は
  1. 廃職もしくは廃庁の場合または禁錮以上の刑に処せられた場合、
  2. 定員の改正により過員を生じ、または事務の都合により休職を命じられ満期に至ったときは当然退職者とする。
3. 休職　巡査は次の各号の1に該当するとき休職を命じることができる。
  1. 懲戒令の規定により巡査懲戒委員会の審査に付せられたとき。
  2. 刑事事件に関し起訴されたとき。
  3. 定員の改正により過員を生じたとき。
  4. 事務の都合により必要なとき。
  5. 戦時または事変に際し陸海軍に召集されたとき。
4. 巡査分限委員会　次の場合は特に文官普通分限委員会の議決または諮問を経ることを要する。
  1. 不具廃疾により、または身体もしくは精神の衰弱により、職務の執行に堪えないものとして免職を行なおうとするとき。
  2. 事務の都合により必要なものとして休職を命じようとするとき。